# Seznam ulic v Brežicah
Seznam ulic v Brežicah vsebuje imena 99 ulic, cest, poti, trgov in predelov (2024).

## Seznam

### A
- Aškerčeva ulica (Anton Aškerc)

### B
- Betettova ulica
- Bevkova ulica (France Bevk)
- Bizeljska cesta (Bizeljsko)
- Bohoričeva ulica (Adam Bohorič)
- Borštnikova ulica
- Brezina (nekdaj samostojna vas)

### C
- Cankarjeva ulica (Ivan Cankar)
- Cesta bratov Cerjakov
- Cesta bratov Milavcev
- Cesta prvih borcev
- Cesta svobode
- Cvetlična ulica

### Č
- Černelčeva cesta
- Čolnarska pot
- Čopova ulica
- Črnc (nekdaj samostojna vas)

### D
- Dalmatinova ulica (Jurij Dalmatin)
- Dobovska cesta (Dobova)

### E
- Erjavčeva ulica (Fran Erjavec)

### F
- Finžgarjeva ulica (Fran Saleški Finžgar)

### G
- Gradnikova ulica (Alojz Gradnik)
- Gregorčičeva ulica (Simon Gregorčič)
- Gubčeva ulica (Matija Gubec)

### H
- Holyjeva steza
- Hrastinska pot (Hrastinca – nekdanji hrastov gozdiček streljaj od mesta, danes del Brežic)

### I
- Ipavčeva ulica

### J
- Jurčičeva ulica (Josip Jurčič)

### K
- Kajuhova ulica (Karel Destovnik - Kajuh)
- Kettejeva ulica (Dragotin Kette)
- Kocbekova ulica
- Kogojeva ulica (Oskar Kogoj)
- Kopitarjeva ulica (Jernej Kopitar)
- Kosovelova ulica (Srečko Kosovel)
- Kratka ulica
- Kregarjeva ulica
- Krekova ulica (Janez Evangelist Krek)
- Kržičnikova ulica

### L
- Lamutova ulica (Vladimir Lamut)
- Lenartova pot (Cerkev sv. Lenarta, Brežice)
- Levstikova ulica (Fran Levstik)
- Linhartova ulica (Anton Tomaž Linhart)

### M
- Maistrova ulica (Rudolf Maister)
- Marof
- Mencingerjeva ulica (Janez Mencinger)
- Meškova ulica (Fran Ksaver Meško)
- Mladinska ulica
- Murnova ulica

### N
- Na bregu
- Nad Vrbino (Vrbina – poplavna ravnica pod brežiškim gričem)

### O
- Ob potoku
- Ob stadionu (Stadion Brežice)
- Obrtna ulica
- Opekarska ulica (nekdanja Opekarna Brežice)
- Orehova aleja
- Orliška ulica (Orlica)

### P
- Pešpot
- Pleteršnikova ulica (Maks Pleteršnik)
- Pod obzidjem
- Prečna pot
- Prešernova cesta (France Prešeren)
- Prežihova ulica (Prežihov Voranc)

### R
- Razlagova ulica (Radoslav Razlag)
- Rožna ulica

### S
- Samova ulica
- Slomškova ulica (Anton Martin Slomšek)
- Sodarska pot
- Stiplovškova ulica (Franjo Stiplovšek)
- Stritarjeva ulica (Josip Stritar)

### Š
- Šentlenart (nekdaj samostojna vas)
- Šolska ulica (Osnovna šola Brežice)
- Šubičeva ulica

### T
- Tavčarjeva ulica (Ivan Tavčar)
- Tovarniška cesta
- Travniška pot
- Trdinova ulica (Janez Trdina)
- Trg izgnancev
- Trg Jožeta Toporišiča (Jože Toporišič)
- Trg vstaje
- Trnje (nekdaj samostojna vas)
- Trnska pot
- Trubarjeva ulica (Primož Trubar)

### U
- Ulica Alenke Gerlovič (Alenka Gerlovič)
- Ulica bratov Gerjevič
- Ulica Elizabete Zorko (Elizabeta Zorko)
- Ulica Ilije Gregoriča (Ilija Gregorić)
- Ulica kozjanskih borcev
- Ulica Stanka Škalerja (Stanko Škaler)
- Ulica stare pravde
- Usnjarska pot

### V
- Valvasorjeva ulica (Janez Vajkard Valvasor)
- Vegova ulica (Jurij Vega)
- Vodnikova ulica (Valentin Vodnik)

### Z
- Zakot (nekdaj samostojna vas)
- Zidarska pot

### Ž
- Žagarska ulica
- Župančičeva ulica (Oton Župančič)

## Vir
- Abecedni seznam ulic v naselju Brežice, Itis.siol.net, pridobljeno 6. september 2024.